# Magnificent Obsession
Magnificent Obsession (bra: Sublime Obsessão; prt: Sublime Expiação) é um filme norte-americano de 1954, do gênero drama, dirigido por Douglas Sirk  e estrelado por Jane Wyman e Rock Hudson.

## Produção
Exemplo acabado do melodrama, Magnificent Obsession, considerado algures como "possivelmente, a obra-prima de Dougas Sirk", mas também chamado por outros de "extravagante" e "ridículo", é o primeiro de uma série de sucessos que o diretor alcançou na década de 1950, produzidos por Ross Hunter ou Albert S. Zugsmith, todos na Universal Pictures.
O filme, um dos maiores sucessos entre os dramalhões luxuosos do estúdio naquela década, é a refilmagem da produção homônima de 1935, com roteiro baseado no primeiro romance do escritor cristão Lloyd C. Douglas, best-seller em 1929.
Rock Hudson, até então cavando seu lugar ao sol em faroestes sem brilho e aventuras exóticas no deserto, tornou-se astro de um dia para o outro. Apesar de seu nome vir abaixo do de Jane Wyman (e de ser dela a única indicação ao Oscar recebida pela produção), o filme pertence a ele, indiscutivelmente. O ator, aliás, tornou-se um dos prediletos de Sirk, com quem trabalhou oito vezes, entre 1952 e 1957.
Segundo Ken Wlaschin, este é um dos dez melhores filmes de ambos os astros.

## Sinopse
O playboy Bob Merrick causa um acidente em que morre o muito amado Doutor Wayne Phillips. A esposa deste, Helen, recusa-se a perdoá-lo, mas Bob não a deixa em paz. Mais tarde, a moça fica cega ao tentar desvencilhar-se dele e ser atropelada por um táxi. Bob, então, decide reparar seus erros e estuda Medicina até ao ponto de alcançar a fama na profissão. Daí, ele comanda a cirurgia que devolverá a visão a Helen, por quem há muito se apaixonara.

## Premiações
| Patrocinador                                  | Prêmio           | Categoria                 | Situação |
| --------------------------------------------- | ---------------- | ------------------------- | -------- |
| Academia de Artes e Ciências Cinematográficas | Oscar            | Melhor Atriz (Jane Wyman) | Indicado |
| Photoplay                                     | Medalha de Honra | Melhor Filme do Ano       | Vencedor |

## Elenco
| Ator/Atriz         | Personagem          |
| ------------------ | ------------------- |
| Jane Wyman         | Helen Phillips      |
| Rock Hudson        | Bob Merrick         |
| Agnes Moorehead    | Nancy Ashford       |
| Otto Kruger        | Edward Randolph     |
| Barbara Rush       | Joyce Phillips      |
| Gregg Palmer       | Tom Masterson       |
| Paul Cavanagh      | Doutor Henry Giraud |
| Sara Shane         | Valerie Daniels     |
| Richard H. Cutting | Doutor Derwin Dodge |
| Judy Nugent        | Judy                |
| Helen Kleeb        | Senhora Eden        |
| Rudolph Anders     | Doutor Albert Fuss  |
| Fred Nurney        | Doutor Laradetti    |
| John Mylong        | Doutor Emil Hofer   |
| Alexander Campbell | Doutor Allan        |